# 詹國
詹国，周朝时期小型诸侯国，后被楚所灭。周宣王元年（前827年），周宣王封其支子姬弘于詹（今地不详）地，建立詹国，为侯爵。姬弘死后谥文，是为詹文侯。